# Castello di Palmia
Il castello di Palmia, noto anche come Palazzo Volta, era un maniero medievale, i cui resti sorgono nel piccolo centro abitato di Palmia, frazione di Terenzo, in provincia di Parma.

## Storia
Il castello fu edificato in posizione dominante sulla val Sporzana in epoca medievale per volere di una delle casate de Comitatu Parmensi, ossia di una famiglia di conti o di ricchi militari del contado parmigiano; la più antica testimonianza della sua esistenza risale al 1054, quando il maniero fu citato, insieme a quello di Viarolo, nell'atto di vendita da parte di Alberto da Viarolo, figlio di Maginfredo, al suo familiare Rodolfo da Viarolo.
In seguito la fortificazione passò ai nobili da Palmia, che, a causa dell'eccessiva frammentazione dei rami della famiglia, nel 1343 lo alienarono a Rolando, Ugolino e Andreasio de' Rossi.
Nel corso del XVI secolo il castello fu assegnato ai conti Bajardi, che ne mantennero il possesso fino all'abolizione dei diritti feudali sancita dai decreti napoleonici del 1805.
La struttura fu in seguito alienata più volte, passando dapprima ai Botteri, poi ai Ferretti e infine ai Volta; nel corso degli anni subì numerose modifiche, che ne alterarono quasi completamente l'aspetto originario; sopravvisse solo parte inferiore dell'antico torrione, mentre il corpo laterale fu trasformato in un edificio rurale; sui fianchi furono inoltre addossate due ali, fino a formare una corte chiusa su due lati. Agli inizi del XXI secolo il complesso, acquistato dalla famiglia Conti, fu interamente ristrutturato.

## Descrizione

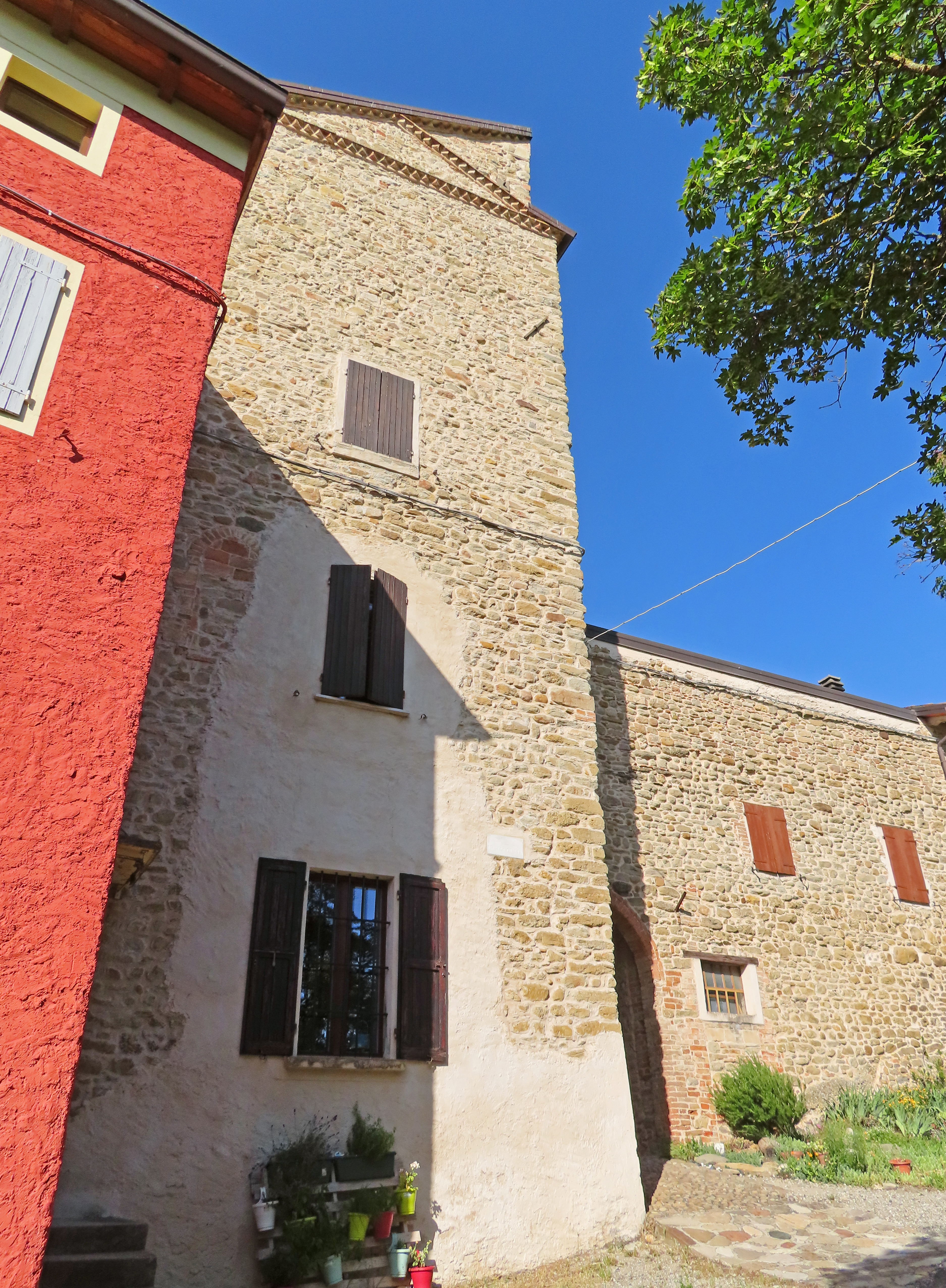
Torre

Il complesso attuale si sviluppa su una pianta a L.
Il massiccio torrione angolare, la cui parte inferiore costituisce l'unica testimonianza ancora esistente dell'antico maniero, si eleva su tre livelli; interamente rivestito in pietra, presenta tre aperture allineate verticalmente sulla facciata sud; in sommità il prospetto è ornato con un frontone triangolare, con cornice in mattoni disposti a denti di sega; a coronamento si erge un'altana, che si affaccia lateralmente attraverso due arcate a sesto ribassato.
Sulla destra si allunga il corpo laterale in pietra, su cui sono ancora distinguibili alcune finestre ad arco ogivale tamponate; in prossimità della torre si apre, attraverso un'ampia arcata a tutto sesto delimitata da una cornice in laterizio, l'androne di accesso alla corte.
All'interno del torrione, al livello terreno, è conservato un affresco risalente al XV secolo, rappresentante una ghirlanda di fiori contenente due strumenti musicali.